# Estigma de amor
Esta de amor è una canzone della cantante portoricana Kany García.

## Video
Il video mostra scene della spiaggia di Guerrero in Messico, in diversi momenti del giorno, dove il trascorrere delle ore è combinato con il testo della canzone. Il video di Estigma de amor è stato girato agli inizi di ottobre e diretto da Beto Hinojosa & Pablo Dávila.

## Altre versioni
Kany Garcia ha realizzato un'altra versione della canzone in collaborazione con Antonio Carmona, inserita nell'album Kany Garcia.